# MARSIS

La sonda Mars Express con le antenne radar di MARSIS completamente estese. (Foto: ESA)

MARSIS (Mars Advanced Radar for Subsurface and Ionosphere Sounding) è un radar montato a bordo della sonda spaziale della missione ESA Mars Express.

## Descrizione
Tra tutti gli strumenti scientifici sicuramente il MARSIS è lo strumento più innovativo della missione. Il radar invia una serie di impulsi a media frequenza (1,5 - 5,5 MHz) verso il pianeta ed è progettato per operare fino a una quota di 1200 chilometri. Il funzionamento concettualmente è semplice, Il radar invia gli impulsi verso il pianeta, una parte degli impulsi vengono riflessi dalla superficie ma una parte penetra nel sottosuolo e viene riflesso dagli elementi che compongono il sottosuolo. La sonda riceve gli impulsi riflessi dal sottosuolo e analizzandoli determina la composizione del sottosuolo. L'antenna dello strumento è un'antenna lineare da 40 metri che permette agli impulsi di penetrare nel sottosuolo per diversi chilometri.

## Sviluppo e realizzazione
Lo strumento è stato sviluppato in accordo tra ASI e NASA e da INFOCOM (Università La Sapienza) sotto la responsabilità del professore Giovanni Picardi, con la collaborazione di Thales Alenia Space (con i rispettivi contributi delle allora Alenia Spazio e LABEN), JPL, The University of IOWA, INAF
e le Università di Chieti-Pescara e di Perugia.
Il segmento di terra è stato progettato e realizzato per conto dell'ASI da Thales Alenia Space con la collaborazione di Info Solution, che ha sviluppato anche il software di bordo del Radar e di CO.RI.S.T.A che ne ha curato in particolare i tools di comando.
La tecnologia alla base dello strumento è stata utilizzata solo una volta prima della missione ESA. Un radar simile (ma molto meno evoluto) fu infatti utilizzato da una missione Apollo per sondare la superficie lunare.

## Risultati
Gli scienziati ESA hanno comunicato nel novembre del 2005 di aver individuato un lago ghiacciato nel sottosuolo marziano, nei pressi di Chryse Planitia, per mezzo del radar MARSIS. Nel 2007 attraverso il radar sono state effettuate delle stime di massima sulla quantità di acqua immagazzinata nel polo sud del pianeta sotto forma di ghiaccio.
Osservazioni radar successive hanno mostrato l'evidenza dell'esistenza di acqua liquida negli strati del suolo marziano sotto le calotte polari. I risultati sono stati pubblicati su Science Magazine e presentati il 25 luglio 2018.